# 海妖 (2017年电视剧)
《海妖》（義大利語：Sirene）是一部2017年的意大利电视剧。由伊万·科特罗尼欧和莫妮卡·拉梅塔（Monica Rametta）构思和编写，由戴维德·马伦戈执导，并于2017年10月26日至11月30日在意大利电视台Rai 1播出。

## 剧情简介
地球上只有两个地方可以让美人鱼从水中出来并与人类共存：一个是纽约，另一个是那不勒斯，卓越的美人鱼之城。根据传说，那是由塞壬所创造的帕特诺普。
雅拉是一条年轻美丽的美人鱼，她在母亲和两个妹妹的陪伴下，前往那不勒斯寻找特里同。随着时间的推移，尽管塞壬享有迷人的美誉，但他们仍会对一个与他们截然不同的世界给吸引......

## 演员阵容

### 主要演员
- 瓦伦蒂娜·贝莱 饰演 雅拉（Yara）

美人鱼。对阿瑞斯的失踪感到绝望和愤怒，在那不勒斯找到他后，她想方设法说服他，甚至操纵他的思想，试图将他与其人类女友分开，然后再结婚繁衍，从而保护物种免于灭绝。但随着时间的推移，她爱上了萨尔瓦托勒，他在他的B&B中接待了她和家人，帮助她在这座城市定居，并就如何赢得胜利提供建议，尽管不知道它们的真实本性。雅拉在成为永久人类后，她将生下双胞胎。他会发现自己拥有了一种新的力量，那就是在强烈愤怒的情况打破玻璃物体时可以创造一个漩涡 。冲动直接、粗鲁、咄咄逼人的方式，再加上她完全不了解地球上的风俗习惯使她与萨尔瓦托勒间的相处变得困难重重。她很容易失去控制，由于性格坚强，经常与母亲发生冲突。
- 米凯莱·莫罗尼 饰演 阿瑞斯（Ares）

特里同，在抛弃了雅拉和大海后，改名为吉杰·德·西蒙（Gegè de Simone），从事内衣模特和水球运动员的工作。生活在陆地上的他发现人类的生活比美人鱼的还要好。因为男性不必服从女性。之后，他还有一个人类女友弗朗西斯卡，她是一名修复师。当弗朗西斯卡爱上萨尔瓦托勒时，阿瑞斯意识到他仍然爱着雅拉。他选择放手，最终他和艾琳在一起。虽然一开始他似乎不太愿意重新回到大海嫁给雅拉，但他还是很保护她和艾琳。他知道在地球上的生活是多么的困难。他还被迫通过使用超能力从人类记忆中抹去最后一分钟发生的事情，来“弥补”雅拉的浮躁和冲动的性格所造成的灾难。
- 玛丽亚·皮亚·卡尔佐内（英语：Maria Pia Calzone） 饰演 玛丽卡（Marica）

美人鱼，雅拉、艾琳和达里亚的母亲。她非常专制，虽然蔑视人类，但她却被人类的时尚等事物所吸引。登陆后找到30年前救出溺水中的她的四位救命恩人，并说服其中一人举报她经常酗酒和使用暴力的丈夫。在她的姨妈英格丽德离开后，她成为了地中海塞壬的女王。他非常爱他的女儿们，他教导她们要独立，并认为自己优于人鱼和人类。
- 丹尼斯·坦图奇（英语：Denise Tantucci） 饰演 艾琳（Irene）

雅拉的妹妹，玛莉卡的二女儿，达莉亚的长辈。人鱼年龄相当于人类年龄的十六岁。他与米歇尔的关系总是模棱两可。后来在米歇尔逝世后，她开始与阿瑞斯建立关系，她是唯一一个了解他需要远离海洋的人。由于她在极为罕见在紧急情况下冻结人类时间，她被定义为地中海最强大的海妖。但如果这个能力延长超过几秒，就会开始减弱。在家族成员中，她是出水时间最长的一个，也能够预知短期事件。
- 罗茜·弗兰泽斯（Rosy Franzese） 饰演 达里亚（Daria）

艾琳和雅拉的妹妹，玛莉卡的三女儿，埃琳娜的朋友。
- 奥内拉·穆蒂 饰演 英格丽德

玛丽卡、雅拉、艾琳和达里亚的姑姑，他们在第五集中搬到了迈阿密，然后又回到了那不勒斯。

### 伽丘罗家族
- 卢卡·阿根特罗（Luca Argentero） 饰演 萨尔瓦托勒·伽丘罗（Salvatore Gargiulo）

雅拉和洛雷娜喜欢的对象。
- 马西米利亚诺·加洛 饰演 卡尔敏·伽丘罗（Carmine Gargiulo）

萨尔瓦托勒的兄弟之一，尽管已婚，但对玛丽卡印象深刻，并任由玛丽卡差遣。
- 卡尔敏·伯利诺（Carmine Borrino） 饰演 帕斯瓜勒·伽丘罗（Pasquale Gargiulo）

在水族馆工作，是萨尔瓦多的弟弟，已婚，育有二女。
- 比安卡·纳丕 饰演 埃尔维拉

卡尔敏的妻子和萨尔瓦多的嫂子。后来发现丈夫爱上了玛丽卡。

### 科柯扎家族
- 安德里亚·利亚·多米奇奥 饰演 埃琳娜·科柯扎（Elena Cocozza）

达里亚最好的朋友。
- 亚里·古格利奇 饰演 安东尼奥·科柯扎（Antonia Cocozza）

派翠夏的丈夫、埃琳娜的父亲，住在萨尔瓦多的公寓里。
- 莫妮卡·纳波 饰演 派翠夏·科柯扎（Patrizia Cocozza）

安东尼奥的妻子、埃琳娜的母亲，住在萨尔瓦多的公寓里。与她的丈夫不同的是，她对塞壬非常有耐心，以至于当她看到安东尼奥教训他们时，她会生气。

### 其他演员
- 文森佐·克雷亚 饰演 米歇尔

艾琳的同学。因患有先天性心脏病而经常被其他同学嘲笑，正在等待心脏移植手术。他爱上了艾琳，也发现了美人鱼的秘密。在第五集中逝世。
- 克里斯蒂安·吉内普罗 饰演 西希奥（Ciccio）

模特、金融家兼水球运动员。非常依恋阿瑞斯，虽然他不知道他的秘密......
- 洛雷娜·卡恰托雷 饰演 弗朗西斯卡·萨尔维

阿瑞斯的前女友，后爱上了萨尔瓦托勒却被他留在祭坛上。

## 剧集特点
剧集以习惯于母系社会的美人鱼为特色，其唯一目的是生育以保护物种。因为它们能够与海洋生物，如海豚、海鳗和一般的鱼类进行交流，也能够通过思想及心灵感应相互交流，可以活数百年并被赋予各种神奇的力量。但是，如果过度使用这些力量或离海很远时，它们的能量可能会耗尽。只有在海妖在场的情况下，它们才能完全恢复包括它们具有人性的能力，使他们即使离开水也能生活。尽管他们不得不生存，经常在盐水中沐浴。只要它们在陆地上停留的时间越长，洗澡的时间就越长。只有当它们浸泡或沐浴在大剂量的盐水中时，它们才会恢复原貌。

## 主体拍摄
- 剧集主体拍摄于2016年8月24日先在马泰奥蒂广场的前宫殿德拉省进行，后在那不勒斯的历史中心和库迈之间进行[1] 。拍摄工作于同年12月结束。该剧集系列于2017年7月20日在吉弗尼电影节（Giffoni Film Festival）上放映[2]。

## 外部连接
- 豆瓣电影上《海妖》的資料 （简体中文）